# Neuroimatge
La neuroimatge o la imatge cerebral és l'ús de diverses tècniques per a generar imatges directes o indirectes de l'estructura, la funció o la farmacologia del sistema nerviós. És una disciplina relativament nova en medicina, neurociència i psicologia. Els metges especialitzats en el rendiment i la interpretació de la neuroimatge en entorn clínic són els neuroradiòlegs.
La neuroimatge es divideix en dues grans categories:
- Imatge estructural, que cerca l'estructura del sistema nerviós i el diagnòstic de malalties intracranials grosses (a gran escala, com els tumors) i de lesions.
- Imatge funcional, que s'utilitza per diagnosticar malalties metabòliques i lesions a una escala més fina (com la malaltia d'Alzheimer), per a la investigació en neuropsicologia i psicologia cognitiva, i per a la creació d'interfícies cervell-ordinador.

La imatge funcional permet, per exemple, visualitzar directament el processament d'informació per àrees cerebrals. Aquest processament fa que la zona cerebral implicada augmenti el metabolisme i s'il·lumini a l'escànner. Un dels usos més controvertits de la neuroimatge ha estat investigar la "identificació del pensament" o la lectura mental.

## Història
El primer capítol de la història de la neuroimatge es remunta al neurocientífic italià Angelo Mosso, que va inventar el «balanç de circulació humana», que podia mesurar de manera no invasiva la redistribució de la sang durant l'activitat emocional i intel·lectual. No obstant això, tot i que es va mencionar breument per William James el 1890, els detalls i el funcionament precís d'aquest balanç i els experiments que Mosso va realitzar amb ell s'han mantingut en gran part desconeguts fins al descobriment recent de l'instrument original, així com els informes de Mosso, per part d'Stefano Sandrone i els seus col·legues.
El 1918 el neurocirurgià americà Walter Dandy va introduir la tècnica de la ventriculografia. Les imatges de raigs X del sistema ventricular de dins del cervell es van obtenir mitjançant la injecció d'aire filtrat directament a un o als dos ventricles laterals del cervell. Dandy també va observar que l'aire introduït a l'espai subaracnoidal mitjançant la punció espinal lumbar podia entrar als ventricles cerebrals i mostrar els compartiments del líquid cefalorraquidi al voltant de la base del cervell i sobre la seva superfície. Aquesta tècnica es va anomenar pneumoencefalografia.
El 1927, Egas Moniz va introduir l'angiografia cerebral, amb la qual es podien visualitzar amb gran precisió els vasos sanguinis normals i anormals de dins i al voltant del cervell.
A principis dels anys 70, Allan McLeod Cormack i Godfrey Newbold Hounsfield van introduir la tomografia axial computada (ecaneig TAC o TC), i es van obtenir imatges anatòmiques cada cop més detallades del cervell, amb finalitats de diagnòstic i investigació. Cormack i Hounsfield van guanyar el Premi Nobel de Fisiologia o Medicina del 1979 pel seu treball. Poc després de la introducció de la TAC a principis dels anys vuitanta, el desenvolupament de radioligands va permetre la tomografia computada per emissió de fotons (SPECT) i la tomografia per emissió de positrons (TEP) del cervell.
Més o menys simultàniament, la imatge per ressonància magnètica (IRM o RM) va ser desenvolupada per investigadors, entre els quals Peter Mansfield i Paul Lauterbur, que van rebre el Premi Nobel de Fisiologia o Medicina el 2003. A principis dels anys vuitanta es va introduir clínicament la RM i durant els anys vuitanta es va produir una autèntica explosió de perfeccionaments tècnics i aplicacions de diagnòstic per RM. Els científics aviat van saber que els grans canvis de flux sanguini mesurats per la TEP també es podien obtenir mitjançant la RM. Així va néixer la ressonància magnètica funcional (IRMf) que, des de la dècada de 1990, va arribar per dominar el camp de mapeig cerebral a causa de la seva baixa invasivitat, falta d'exposició a la radiació i una disponibilitat relativament àmplia.
A partir de principis dels anys 2000, el camp de la neuroimatge ha arribat a una etapa en què les aplicacions pràctiques fins aleshores limitades de la imatge cerebral funcional han esdevingut factibles. L'àrea principal d'aplicació són formes bàsiques d'interfície cervell-ordinador.

## Indicacions
La neuroimatge va precedida d'un examen neurològic en què un metge ha trobat motius per investigar més profundament un pacient que té o pot tenir un trastorn neurològic.
Un dels problemes neurològics més comuns que pot experimentar una persona és el síncope simple. En casos de síncope simple en què la història del pacient no suggereix altres símptomes neurològics, el diagnòstic inclou un examen neurològic, però no s'indica una imatge neurològica per defecte perquè la probabilitat de trobar una causa en el sistema nerviós central és extremadament baixa i el pacient és poc probable que pugui beneficiar-se del procediment.
La neuroimatge no està indicada per a pacients amb mals de cap estables que se'ls diagnostica de migranya. Els estudis indiquen que la presència de migranya no augmenta el risc d'un malalt per a patir malalties intracranials. Un diagnòstic de migranya sense problemes addicionals, com el papil·ledema, no indicaria la necessitat de neuroimatge. En el curs de realitzar un diagnòstic minuciós, el metge hauria de considerar si el mal de cap pot tenir una causa diferent a la migranya i pot requerir neuroimatge.
Una altra indicació per a la neuroimatge és la cirurgia estereotàctica o la radioteràpia guiades per TC, IRM o TEP per al tractament de tumors intracranials, malformacions arteriovenoses i altres afeccions que es poden tractar quirúrgicament.

## Tècniques d'imatge cerebral

### Tomografia axial computada
Article principal: tomografia computada

La tomografia computada (CT) o tomografia axial computada (CAT) utilitza una sèrie de radiografies del cap preses en diverses direccions diferents. Utilitzat normalment per a visualitzar ràpidament lesions cerebrals, l'exploració per TC utilitza un programa informàtic que realitza un càlcul numèric integral (la transformació de Radon inversa) per estimar la quantitat de rajos X que s'absorbeix en un volum reduït del cervell. La informació es presenta normalment com a seccions transversals del cervell.

Tomografia computaritzada (TC) d'un cap, des de dalt fins a la base del crani

### Imatge òptica difusa
Imatge òptica difusa (IOD) o tomografia òptica difusa (TOD) és una modalitat d'imatge mèdica que utilitza llum infraroja propera per generar imatges del cos. La tècnica mesura l'absorció òptica de l'hemoglobina i depèn de l'espectre d'absorció de l'hemoglobina, que varia segons el seu estat d'oxigenació. La tomografia òptica difusa d'alta densitat (HD-TOD) s'ha comparat directament amb la IRMf mitjançant la resposta a l'estimulació visual en subjectes estudiats amb ambdues tècniques, amb resultats similars. L'HD-TOD també s'ha comparat amb la IRMf en la connectivitat funcional de tasques de llenguatge i estat de repòs.

### Senyal òptic relacionat amb esdeveniments
El senyal òptic relacionat amb esdeveniments (SORE) és una tècnica d'exploració cerebral que utilitza llum infraroja a través de fibres òptiques per mesurar els canvis en les propietats òptiques de les zones actives de l'escorça cerebral. Mentre que tècniques com laimatge òptica difusa (TOD) i l'espectroscòpia d'infrarojos propers (NIRS) mesuren l'absorció òptica d'hemoglobina i, per tant, es basen en el flux sanguini, el SORE aprofita les propietats de dispersió de les neurones mateixes i proporciona, per tant, una mesura molt més directa de l'activitat cel·lular. El SORE pot identificar l'activitat cerebral en mil·límetres (a nivell espacial) i mil·lisegons (a nivell temporal). El seu inconvenient més gran és la incapacitat de detectar activitat a més d'uns pocs centímetres de profunditat. El SORE és una nova tècnica relativament barata i no invasiva per al subjecte avaluat. Es va desenvolupar a la Universitat d'Illinois a Urbana-Champaign, on ara s'utilitza al laboratori de neuroimatge cognitiva del doctor Gabriele Gratton i la doctora Monica Fabiani. 

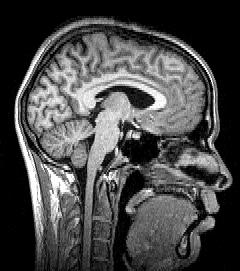
Tall sagital per IRM a la línia mitjana.

### Imatges per ressonància magnètica
Article principal: imatge per ressonància magnètica
La ressonància magnètica (IRM) utilitza camps magnètics i ones de ràdio per produir imatges bidimensionals o tridimensionals d'alta qualitat d'estructures cerebrals sense l'ús de radiació ionitzant (raigs X) o traçadors radioactius.

### Imatge per ressonància magnètica funcional

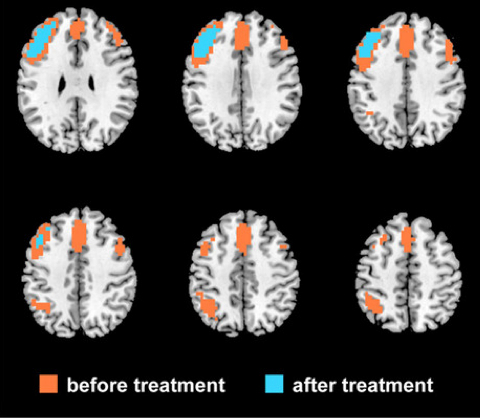
Tall axial per IRM a nivell dels ganglis basals, que mostra canvis de senyal BOLDsuperposats en tons vermells (augment) i blaus (disminució).

La imatge per ressonància magnètica funcional (IRMf) es basa en les propietats paramagnètiques de l'hemoglobina oxigenada i desoxigenada per veure imatges del canvi de flux sanguini al cervell associat a l'activitat neuronal. Això permet generar imatges que reflecteixen quines estructures cerebrals s'activen (i com) durant la realització de diferents tasques o en estat de repòs. Segons la hipòtesi d'oxigenació, els canvis en l'ús d'oxigen en el flux sanguini cerebral regional durant una activitat cognitiva o conductual es poden associar a les neurones relacionades directament amb les tasques cognitives o conductuals que es duen a terme.
La majoria dels escàners d'IRMf permeten presentar als subjectes diferents imatges, sons i estímuls tàctils i realitzar diferents accions com ara prémer un botó o moure un joystick. En conseqüència, la IRMf es pot utilitzar per revelar estructures i processos cerebrals associats a la percepció, el pensament i l'acció. La resolució de la IRMf és actualment d'uns 2-3 mil·límetres, limitada per la propagació espacial de la resposta hemodinàmica a l'activitat neuronal. Ha substituït en gran manera la TEP per a l'estudi dels patrons d'activació cerebral. lA TEP, però, conserva l'avantatge significatiu de poder identificar receptors (o transportadors) específics del cervell associats a determinats neurotransmissors mitjançant la seva capacitat d'obtenir imatges dels “lligands” del receptor radiomarcat (NOTA: els lligands receptors són qualsevol producte químic que s'adhereix als receptors).
A més de la investigació en subjectes sans, la IRMf s'utilitza cada vegada més per al diagnòstic mèdic de malalties. Com que la IRMf és molt sensible a l'ús d'oxigen en el flux sanguini, és extremadament sensible tant als canvis precoços del cervell derivats d'isquèmia (flux sanguini anormalment baix), com els canvis posteriors a un ictus. El diagnòstic precoç de certs tipus d'ictus és cada vegada més important en neurologia, ja que les substàncies que dissolen coàguls de sang poden utilitzar-se en les primeres hores posteriors a l'ictus, però després esdevenen perilloses. Els canvis cerebrals observats en la IRMf poden ajudar a prendre la decisió de tractar o no amb aquests agents. Amb una precisió entre el 72% i el 90%, quan a l'atzar seria del 0,8%, les tècniques d'IRMf poden decidir quin conjunt d'imatges conegudes està veient un subjecte.

### Magnetoencefalografia
Articles principals: magnetoencefalografia i electroencefalograma
La magnetoencefalografia (MEG) és una tècnica d'imatge que es fa servir per mesurar els camps magnètics produïts per l'activitat elèctrica cerebral mitjançant dispositius extremadament sensibles com ara dispositius superconductors d'interferència quàntica (SQUIDs). La MEG ofereix una mesura molt directa de l'activitat elèctrica neuronal (en comparació amb la IRMf, per exemple) amb una resolució temporal molt alta però una resolució espacial relativament baixa. L'avantatge de mesurar els camps magnètics produïts per l'activitat neuronal és que és probable que estiguin menys distorsionats pel teixit circumdant (concretament el crani i el cuir cabellut) en comparació amb els camps elèctrics mesurats per l'electroencefalografia (EEG). Concretament, es pot demostrar que els camps magnètics produïts per l'activitat elèctrica no es veuen afectats pel teixit del cap circumdant, quan el cap és modelat com un conjunt de closques esfèriques concèntriques, cadascuna de les quals és un conductor homogeni isòtrop. Els caps reals no són esfèrics i tenen en gran manera conductivitats anisòtropes (en particular la matèria blanca i el crani). Mentre que l'anisotropia del crani té un efecte imperceptible sobre la MEG (a diferència de l'EEG), l'anisotropia de la substància blanca afecta fortament les mesures de la MEG per a fonts radials i profundes. Cal tenir en compte, però, que el crani es va suposar uniformement anisotròpic en aquest estudi, la qual cosa no és certa per a un cap real: els gruixos absoluts i relatius de les capes de diploe varien entre i dins dels ossos del crani. Això fa que sigui probable que la MEG també es vegi afectada per l'anisotropia del crani, encara que probablement no ho estigui en el mateix grau que l'EEG.
Hi ha molts usos per a la MEG, com ara assistir els cirurgians en la localització d'una patologia, ajudar els investigadors a determinar la funció de diverses parts del cervell, o oferir neurofeedback, entre d'altres.

### Tomografia per emissió de positrons
Article principal: tomografia per emissió de positrons
La tomografia per emissió de positrons (TEP) i la tomografia d'emissions de positrons cerebrals, mesuren les emissions de productes químics metabòlicament actius marcats radioactivament que s'han injectat al torrent sanguini. Les dades d'emissions són processades per ordinador per produir imatges de dues o tres dimensions de la distribució dels productes químics a tot el cervell. :57Els radioisòtops emissors de positrons que s'utilitzen són produïts per un ciclotró i els productes químics es marquen amb aquests àtoms radioactius. El compost marcat, anomenat radiotraçador, s'injecta al torrent sanguini i es dirigeix cap al cervell. Els sensors de l'escàner TEP detecten la radioactivitat a mesura que el compost s'acumula a diverses regions del cervell. Un ordinador utilitza les dades recollides pels sensors per crear imatges de dues o tres dimensions multicolors que mostren on actua el compost al cervell. Especialment útils són una àmplia gamma de lligands usats per a mapejar diferents aspectes de l'activitat dels neurotransmissors, i el traçador de TEP de llarg més utilitzat és una forma marcada de glucosa (fludeoxiglucosa).
El major benefici de l'escaneig per TEP és que diferents compostos poden mostrar el flux flanguini i el metabolisme de l'oxigen i la glucosa en els teixits cerebrals actius. Aquestes mesures reflecteixen la quantitat d'activitat cerebral a les diverses regions del cervell i permeten obtenir més informació sobre el funcionament del cervell. Les exploracions amb TEP eren superiors a tots els altres mètodes d'imatge metabòlica en termes de resolució i velocitat d'acabament (tan sols 30 segons) quan van estar disponibles. La millora de la resolució va permetre fer un millor estudi sobre la zona del cervell activada per una tasca determinada. L'inconvenient més gran de l'escaneig amb TEP és que, com que la radioactivitat disminueix ràpidament, es limita a tasques curtes. :60 Abans que la tecnologia d'IRMf aparegués en escena, l'escaneig amb TEP era el mètode preferit per a obtenir imatges cerebrals funcionals (en contraposició a les estructurals) i avui en dia continua fent grans aportacions a la neurociència.
L'escaneig amb TEP també s'utilitza per al diagnòstic de malalties cerebrals, sobretot perquè els tumors cerebrals, els accidents cerebrovasculars i les malalties que afecten les neurones que causen demència (com la malaltia d'Alzheimer) causen grans canvis en el metabolisme cerebral, que a la vegada provoquen canvis fàcilment detectables en la TEP. La TEP és probablement més útil en casos inicials de certes demències (amb exemples clàssics com la malaltia d'Alzheimer i la malaltia de Pick), on el dany precoç és massa difús i genera massa poca diferència en el volum i l'estructura cerebral per tal que les imatges de TC i RM estàndard siguin capaces de diferenciar-lo de manera fiable del nivell “normal” d'atròfia cortical que es produeix amb l'envelliment (en molta gent, però no tothom), i que no provoca demència clínica.

### Tomografia computada per emissió de fotó simple
Article principal: tomografia computada per emissió de fotó simple
La tomografia computada per emissió de fotó smple (SPECT) és similar a la TEP i utilitza radioisòtops emissors de raigs gamma i una gammacàmera per registrar les dades que un ordinador utilitza per construir imatges de dues o tres dimensions de les regions cerebrals actives. L'SPECT es basa en una injecció de traçador radioactiu, o “agent SPECT”, que arriba ràpidament al cervell però no es redistribueix. La presa d'agent SPECT és gairebé completada al 100% entre els 30 i 60 segons, reflectint el flux sanguini cerebral en el moment de la injecció. Aquestes propietats de l'SPECT la fan especialment adequada per a obtenir imatges d'epilèpsia, dificultades generalment per problemes amb el moviment del pacient i els tipus de convulsions variables. L'SPECT proporciona una "instantània" del flux sanguini cerebral, ja que es poden adquirir exploracions després de la finalització de la convulsió (sempre que se li injectés el traçador radioactiu en el moment de la convulsió). Una limitació important de l'SPECT és la seva mala resolució (aproximadament 1 cm) en comparació amb la de la IRM. Actualment, s'utilitzen habitualment màquines SPECT amb capçals de detector doble, tot i que les màquines de capçal de detector triple també estan disponibles al mercat. La reconstrucció tomogràfica (usada principalment per a "instantànies" funcionals del cervell) requereix múltiples projeccions dels caps de detecció que giren al voltant del crani, de manera que alguns investigadors han desenvolupat màquines SPECT amb 6 i 11 caps de detecció per reduir el temps d'obtenció de les imatges i donar una resolució més alta.
Igual que la TEP, l'SPECT també es pot utilitzar per diferenciar diferents tipus de processos de malalties que produeixen demència, i s'utilitza cada cop més amb aquest propòsit. La TEP neuronal té el desavantatge de requerir l'ús de traçadors amb vides mitjanes de com a màxim 110 minuts, com la fludeoxiglucosa. S'han de fer en un ciclotró i són costosos o fins i tot inviables si els temps de transport necessaris es perllongen més d'unes poques semivides. L'SPECT, en canvi, és capaç de fer ús de traçadors amb semivides molt més llargues, com ara el tecneci-99m i, per tant, és molt més viable.

### Ecografia cranial
L'ecografia cranial s'utilitza generalment només en nadons, les fontanelles obertes de les quals proporcionen finestres acústiques que permeten obtenir una imatge d'ecografia del cervell. Els avantatges inclouen l'absència de radiació ionitzant i la possibilitat d'una exploració de capçalera, però la manca de detalls de teixits tous implica que l'IRM és preferible en algunes condicions.

## Avantatges i preocupacions de les tècniques de neuroimatge

### Imatge per ressonància magnètica funcional (IRMf)
La IRMf es classifica habitualment com a risc mínim a moderat per la seva no invasivitat en comparació amb altres mètodes d'imatge. La IRMf utilitza un contrast de nivell d'oxigenació de la sang (BOLD) per produir la seva forma d'imatge. El contrast BOLD és un procés que es produeix de manera natural al cos, per la qual cosa la IRMf sol preferir-se sobre els mètodes d'imatge que requereixen marcadors radioactius per produir imatges similars. Una preocupació per l'ús de la IRMf és el seu ús en individus amb implants o dispositius mèdics i articles metàl·lics al cos. La ressonància magnètica (RM) emesa de l'equipament pot provocar una fallada dels dispositius mèdics i atraure objectes metàl·lics al cos si no s'ha fet una revisió adequada. Actualment, l'Administració d'Aliments i Fàrmacs (FDA) classifica els implants i dispositius mèdics en tres categories, depenent de la compatibilitat amb la RM: RM-segur (segur en tots els entorns de RM), RM-insegur (insegur en qualsevol entorn de RM) i RM-condicional (compatible amb determinats entorns de RM, requerint més informació). 

Etiquetes de seguretat FDA RM per a implants i dispositius
RM-Segur[24]
RM-condicional
RM-insegur

### Escaneig de Tomografia Computada (CT)
La TC es va introduir a la dècada de 1970 i es va convertir ràpidament en un dels mètodes d'imatge més utilitzats. Es pot realitzar una exploració TC en menys d'un segon i produir resultats ràpids per als clínics, amb la seva facilitat d'ús, donant lloc a un augment de les tomografies fetes als Estats Units des dels 3 milions el 1980 als 62 milions el 2007. Els clínics solen realitzar múltiples exploracions, amb un 30% dels individus sotmesos a un mínim de tres escaneigs, segons un estudi sobre l'ús de la TC. Les exploracions amb TC poden exposar els pacients a nivells de radiació entre 100 i 500 vegades superiors a les radiografies tradicionals, amb dosis de radiació més elevades per produir imatges de millor resolució. Tot i que és fàcil d'utilitzar, l'augment de l'ús de la TC, especialment en pacients asintomàtics, és un tema de preocupació ja que els pacients estan exposats a nivells de radiació significativament elevats.

### Tomografia per emissió de positrons (TEP)
En les exploracions TEP, les imatges no es basen en processos biològics intrínsecs, sinó que es basen en una substància externa injectada al torrent sanguini que viatja al cervell. Els pacients s'injecten radioisòtops que es metabolitzen al cervell i emeten positrons per produir una visualització de l'activitat cerebral. La quantitat de radiació a què s'exposa un pacient en una exploració amb TEP és relativament petita, comparable a la quantitat de radiació ambiental a què s'exposa un individu al llarg d'un any. Els radioisòtops de la TEP tenen un temps d'exposició al cos limitat, ja que solen tenir semivides molt curtes (~ 2 hores) i decauen ràpidament. Actualment, la IRMf és un mètode preferit per a obtenir imatges l'activitat cerebral en comparació amb la TEP, ja que no implica radiació, té una resolució temporal més alta que la TEP i està més fàcilment disponible a la majoria d'instal·lacions mèdiques.

### Magnetoencefalografia (MEG) i electroencefalografia (EEG)
L'alta resolució temporal de la MEG i l'EEG permet que aquests mètodes puguin mesurar l'activitat cerebral en mil·lisegons. Tant la MEG com l'EEG no requereixen exposició del pacient a la radiació per funcionar. Els elèctrodes de l'EEG detecten senyals elèctrics produïts per neurones per mesurar l'activitat cerebral i la MEG utilitza oscil·lacions al camp magnètic produït per aquests corrents elèctrics per mesurar l'activitat. Una barrera en l'ús generalitzat de la MEG es deu als preus, ja que els sistemes de MEG poden costar milions de dòlars. L'EEG és un mètode molt més utilitzat per aconseguir aquesta resolució temporal, ja que els sistemes d'EEG costen molt menys que els sistemes de MEG. Un desavantatge de l'EEG i la MEG és que ambdós mètodes tenen una resolució espacial deficient en comparació amb la IRMf.

## Crítica i precaucions
Alguns científics han criticat les afirmacions basades en la imatge cerebral que es fan a les revistes científiques i a la premsa popular, com el descobriment de "la part del cervell responsable" per funcions com talents, memòries específiques o per generar emocions com l'amor. Moltes tècniques de mapeig tenen una resolució relativament baixa, incloent centenars de milers de neurones en un sol voxel. Moltes funcions també inclouen diverses parts del cervell, el que significa que aquest tipus de reivindicació probablement no és verificable amb l'equipament utilitzat, i generalment es basa en una hipòtesi incorrecta sobre com es divideixen les funcions cerebrals. Pot ser que la majoria de les funcions cerebrals només puguin ser descrites correctament després d'haver estat mesurades amb mesures molt més fines que no s'adrecin a grans regions concretes, sinó a un nombre molt gran de circuits cerebrals individuals diferents. Molts d'aquests estudis també tenen problemes tècnics com una mida mostral petita o una mala calibració dels instruments, fet que implica que no es poden reproduir -consideracions que de vegades s'ignoren per produir un article de diari sensacional o un gran titular-. En alguns casos, les tècniques de mapatge cerebral s'utilitzen amb finalitats comercials, detecció de mentides o diagnòstic mèdic de formes que no han estat validades científicament.